# Arctotideae
Arctotideae Cass., 1819 è una tribù di piante angiosperme dicotiledoni della famiglia delle Asteraceae.

## Etimologia
Il nome della tribù deriva da un suo genere (Arctotis L., 1753) che a sua volta deriva da due parole greche:  "Arktos" (= orso), e "Otis" (= orecchio); è forse un riferimento alla forma delle scaglie del pappo.

Il nome scientifico della tribù è stato definito per la prima volta dal conte Alexandre Henri Gabriel de Cassini (1781 – 1832), botanico e naturalista francese, nella pubblicazione "Journal de Physique, de Chimie, d'Histoire Naturelle et des Arts - 88: 159. Feb 1819." del 1819.

## Descrizione

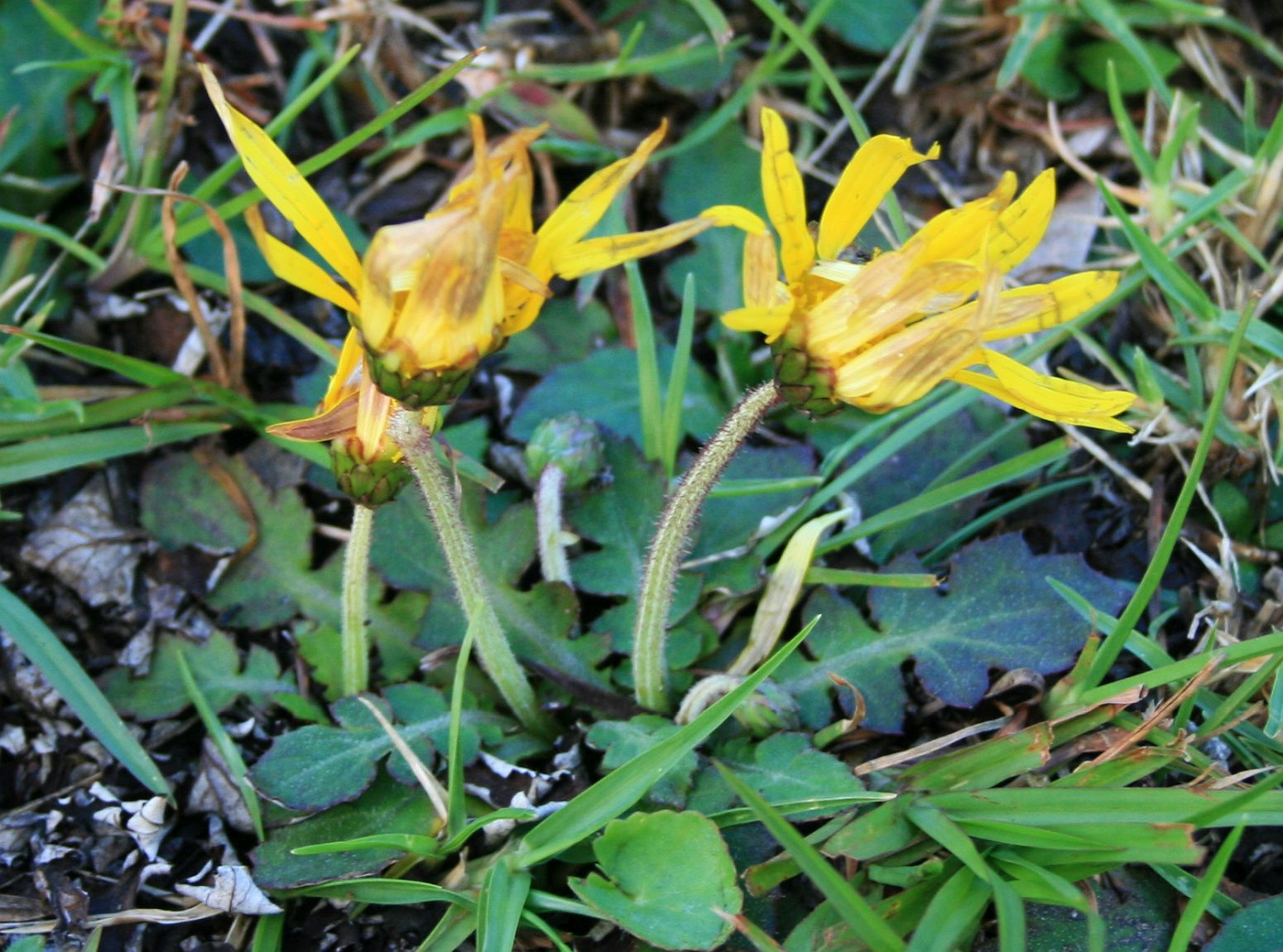
Il portamento
Arctotheca prostrata

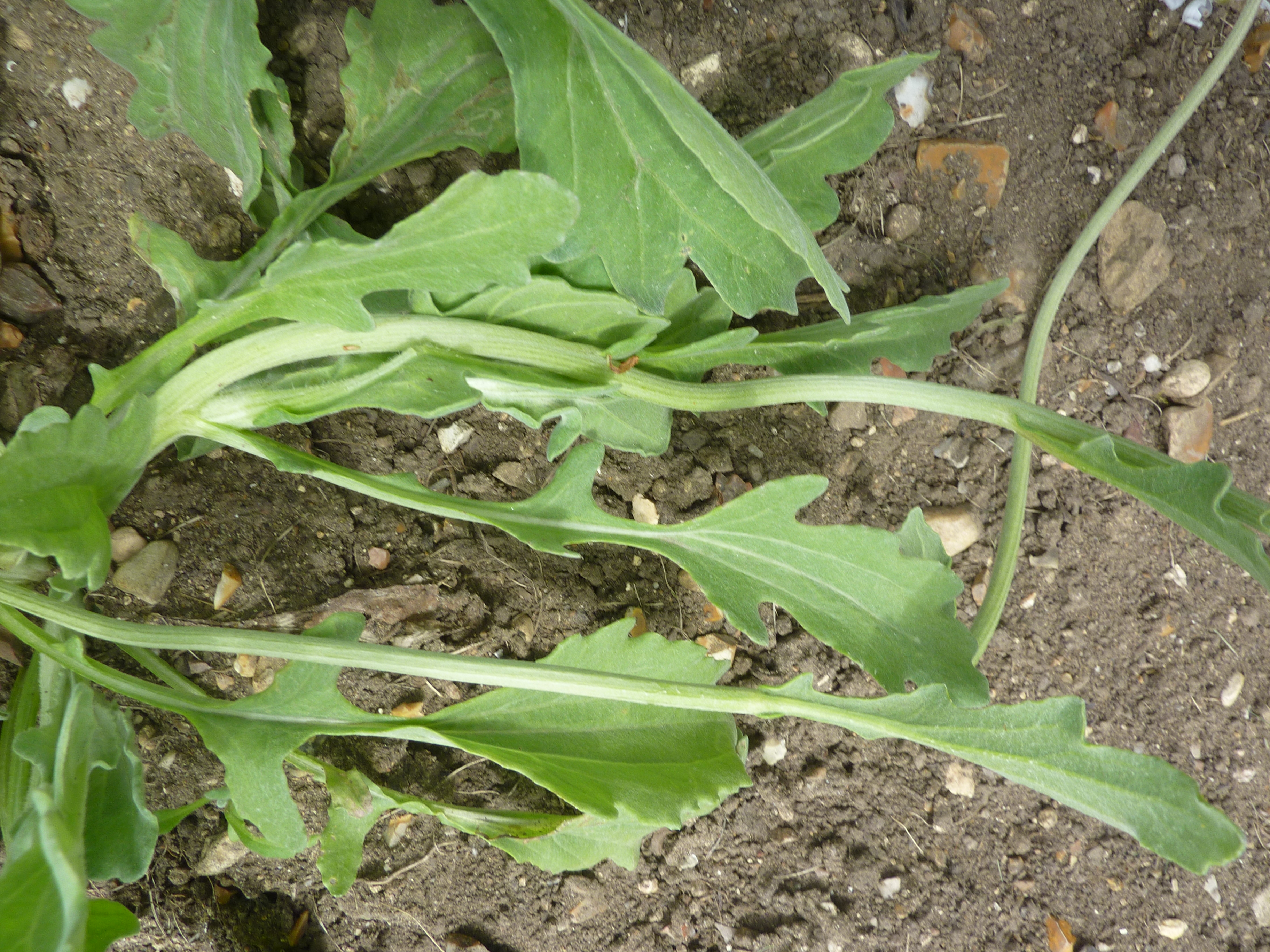
Le foglie
Arctotis grandis

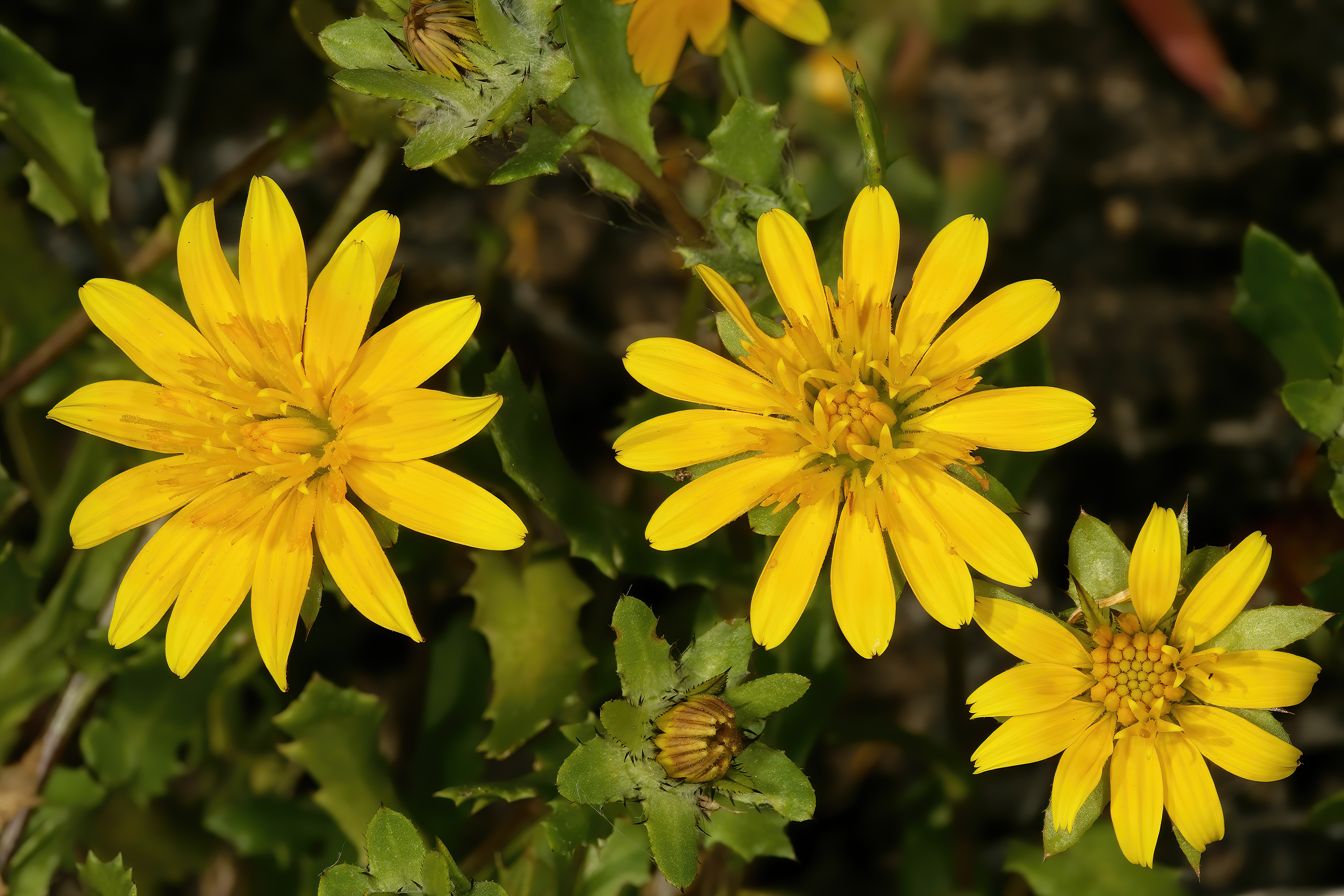
Infiorescenza
Cuspidia cernua

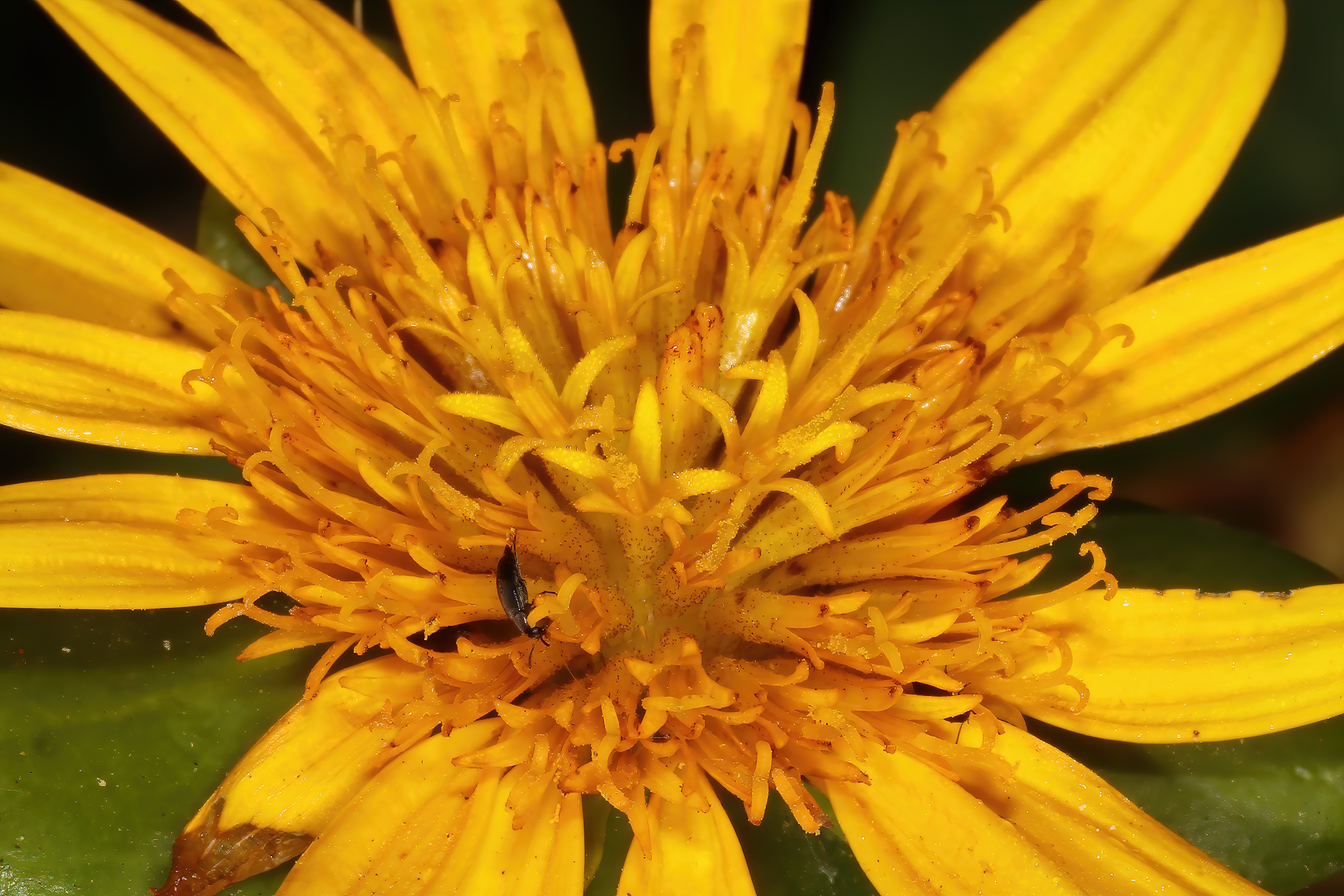
I fiori
Didelta carnosa

Le piante di questa tribù sono delle erbe o arbusti, senza latice nelle Arctotidinae o con latice nelle Gorteriinae.
Le foglie lungo il caule hanno una disposizione alternata; la forma è intera o da lobata a pennatosetta; alcune specie sono spinose, altre non lo sono. La superficie (specialmente quella inferiore) normalmente è ricoperta da peli lanosi (talvolta sono presenti delle striature longitudinali pubescenti). In alcune specie sono presenti anche peli di tipo ghiandolare.
Le infiorescenze sono composte da capolini per lo più singoli (raramente ascellari o in formazioni corimbose), peduncolati, scaposi o sessili.  I capolini di tipo radiato, sono formati da un involucro composto da brattee (o squame) all'interno delle quali un ricettacolo fa da base ai fiori tubulosi (quelli centrali o del disco) e ligulati (quelli periferici). I capolini frequentemente sono di tipo radiato ed eterogami, oppure sono di tipo discoide ed omogami. L'involucro ha una forma campanulata o cilindrica ma a volte anche urceolata. Le brattee sono disposte in modo embricato su più serie, libere o connate tra di loro. Il ricettacolo  è nudo (senza pagliette) e alveolato.
I fiori sono tetra-ciclici (ossia sono presenti 4 verticilli: calice – corolla – androceo – gineceo) e pentameri (ogni verticillo ha 5 elementi). I fiori periferici normalmente sono femminili, a volte sono sterili (oppure sono ermafroditi); talvolta sono presenti degli organi staminoidi. I fiori centrali sono ermafroditi oppure funzionalmente maschili.
- Formula fiorale:

*/x K {\displaystyle \infty }, [C (5), A (5)], G 2 (infero), achenio
- Calice: i sepali del calice sono ridotti ad una coroncina di squame.

- Corolla: le corolle dei fiori periferici sono raggianti a forma ligulata (zigomorfi) terminati con tre o quattro lobi. I fiori centrali, quelli del disco, sono tubulosi (attinomorfi) con delle corolle che terminano con 5 lobi a volte profondamente incisi oppure appena visibili. I lobi sono generalmente venati in modo continuo.

- Androceo: gli stami sono 5 con filamenti liberi e distinti, mentre le antere sono saldate in un manicotto (o tubo) circondante lo stilo. Le appendici apicali delle antere sono brevi e arrotondate (sode o soffici). Le teche sono speronate con coda (Gorteriinae) o senza coda (Arctotidinae). Il tessuto dell'endotecio è provvisto di ispessimenti polari (Gorteriinae) o radiali (Arctotidinae). Il polline in genere è echinato.

- Gineceo: lo stilo è filiforme, mentre gli stigmi dello stilo sono due divergenti. L'ovario è infero uniloculare formato da 2 carpelli. Lo stilo è ingrossato all'apice e con peli concentrati in un anello appena sotto la biforcazione stigmatica. Gli stigmi sono corti o lunghi secondo la specie.

Il frutto è un achenio con un pappo. Gli acheni hanno delle forme asimmetriche più o meno obovoidi, sono costoluti e a volte alati; la superficie può essere sericea o glabra. Il pappo è formato da squame disposte su una o due serie, raramente è coroniforme o composto da setole o assente.

## Biologia
- Impollinazione: l'impollinazione avviene tramite insetti (impollinazione entomogama tramite farfalle diurne e notturne).
- Riproduzione: la fecondazione avviene fondamentalmente tramite l'impollinazione dei fiori (vedi sopra).
- Dispersione: i semi (gli acheni) cadendo a terra sono successivamente dispersi soprattutto da insetti tipo formiche (disseminazione mirmecoria). In questo tipo di piante avviene anche un altro tipo di dispersione: zoocoria. Infatti le brattee dell'involucro possono agganciarsi ai peli degli animali di passaggio disperdendo così anche su lunghe distanze i semi della pianta.

## Distribuzione e habitat
La distribuzione della tribù è relativa soprattutto all'Africa meridionale (alcune specie si trovano anche in Australia).

## Tassonomia
La famiglia di appartenenza di questa voce (Asteraceae o Compositae, nomen conservandum) probabilmente originaria del Sud America, è la più numerosa del mondo vegetale, comprende oltre 23.000 specie distribuite su 1.535 generi, oppure 22.750 specie e 1.530 generi secondo altre fonti (una delle checklist più aggiornata elenca fino a 1.679 generi). La famiglia attualmente (2021) è divisa in 16 sottofamiglie.

### Filogenesi
Le piante di questa voce appartengono alla sottofamiglia Vernonioideae. Questa assegnazione è stata fatta solo ultimamente in base ad analisi di tipo filogenetico sul DNA delle piante. Precedenti classificazioni descrivevano queste piante nella sottofamiglia Cichorioideae. Le specie di questo gruppo sono distribuite fra due sottotribù (Arctotidinae e Gorteriinae) e un genere "incertae sedis" Heterolepis.
I caratteri principali della tribù sono:
- il portamento è spesso formato da piante acaulescenti;
- i capolini sono sessili al centro delle foglie;
- le foglie formano delle rosette basali.

La seguente tabella mette a confronto i caratteri più significativi e distintivi delle due sottotribù di questo gruppo:
| Carattere                                       | Arctotidinae | Gorteriinae                                                                                    |
| ----------------------------------------------- | --- | ---------------------------------------------------------------------------------------------- |
| Brattee dell'involucro                          | sono libere, con forme ottuse, quelle interne sono spesso scariose all'apice                                                  | sono connate con più evidenza, hanno forme acute, talvolta all'apice sono presenti delle spine |
| Fiori del raggio                                | i lobi delle corolle sono tre, e la superficie ha per lo più quattro venature; i fiori sono femminili (raramente sono neutri) | i lobi delle corolle sono quattro, i fiori sono sterili o neutri                               |
| Fiori del disco                                 | i lobi delle corolle in generale sono meno di quattro volte più lunghi che larghi, i margini dei lobi non sono sclerificati   | i lobi sono da quattro a dieci volte più lunghi che larghi, spesso i margini sono sclerificati |
| Latice                                          | non presente | presente                                                                                       |
| Coda delle antere                               | assente | presente                                                                                       |
| Tipo di ispessimento del tessuto dell'endotecio | radiale | polare                                                                                         |

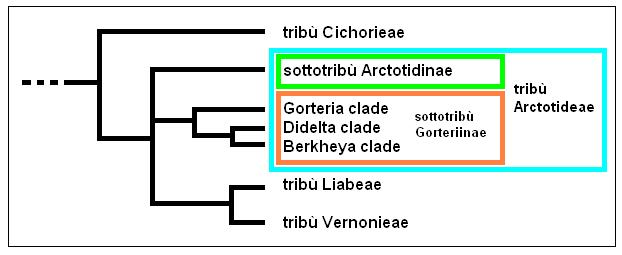
Cladogramma della tribù

Le analisi filogenetiche utilizzando alcune regioni del DNA dei cloroplasti e del DNA nucleare non hanno ancora fornito dati sicuri sulla tribù sia in relazione con le altre tribù della sottofamiglia che all'interno della tribù stessa. Il cladogramma a lato, tratto dalla pubblicazione citata e semplificato, mostra una possibile filogenesi per questo gruppo (il clade Liabeae/Vernonieae non è stato ancora risolto chiaramente rispetto alla tribù Arctotidinae). Alcuni generi che in passato erano inseriti nella sottotribù delle Gundeliinae Benth. (ora esclusa dalla tribù Arctotidinae - il suo genere tipo, Gundelia L. ora è descritto all'interno della sottotribù Scolyminae, tribù Cichorieae) hanno attualmente la seguente posizione tassonomica:
- Gundelia L.: sottotribù Scolyminae (tribù Cichorieae, sottofamiglia Cichorioideae)
- Eremothamnus O. Hoffm.: tribù Eremothamneae (sottofamiglia Cichorioideae)
- Hoplophyllum DC. : tribù Eremothamneae (sottofamiglia Cichorioideae)
- Platycarpha Less.: tribù Platycarpheae (sottofamiglia Cichorioideae)

### Struttura della tribù
Questo gruppo comprende 2 sottotribù, 14 generi e 227 specie.

#### Sottotribù Arctotidinae
La sottotribù Arctotidinae Cass., 1819 comprende 5 generi e 85 specie:
| Genere                  | N. specie                                 | Distribuzione               |
| ----------------------- | ----------------------------------------- | --------------------------- |
| Arctotheca Vaill., 1922 | 5 spp.                                    | Sudafrica e Mozambico       |
| Arctotis L., 1753       | 67 spp.                                   | Sudafrica, Namibia e Angola |
| Cymbonotus Cass., 1825  | 3 spp.                                    | Australia (del sud)         |
| Dymondia Compton, 1953  | Una specie: (Dymondia margaretae Compton) | Sudafrica                   |
| Haplocarpha Less., 1831 | 9 spp.                                    | Africa (orientale)          |

#### Sottotribù Gorteriinae
La sottotribù Gorteriinae Benth. & Hook.f., 1873 comprende 8 generi e 138 specie:
| Genere                                | N. specie                                    | Distribuzione                   |
| ------------------------------------- | -------------------------------------------- | ------------------------------- |
| Berkheya Ehrh., 1788                  | 79                                           | Sudafrica e Africa tropicale    |
| Cullumia R.Br, 1813                   | 16                                           | Sudafrica                       |
| Cuspidia Gaertn., 1791                | Una specie: Cuspidia cernua (L.f.) B.L.Burtt | Sudafrica                       |
| Didelta L'Hér., 1785                  | 2                                            | Sudafrica e Namibia             |
| Gazania Gaertn., 1791                 | 19                                           | Sudafrica e Namibia             |
| Gorteria L., 1759                     | 7                                            | Sudafrica e Namibia             |
| Heterorhachis Sch.Bip. Ex Walp., 1847 | 2                                            | Sudafrica                       |
| Hirpicium Cass., 1820                 | 12                                           | Africa (del nord est) e Etiopia |

#### Incertae sedis
- Heterolepis Cass., 1820 (4 spp.) - Distribuzione: Sudafrica. Caratteri più importanti: i capolini, peduncolati, sono di tipo radiato; le brattee dell'involucro sono prive di spine; il pappo è formato da setole barbato-subpiumose o simili a scaglie subulate[9]

Le recenti analisi non hanno ancora risolto la posizione di questo genere nell'ambito della sottofamiglia.

## Alcune specie

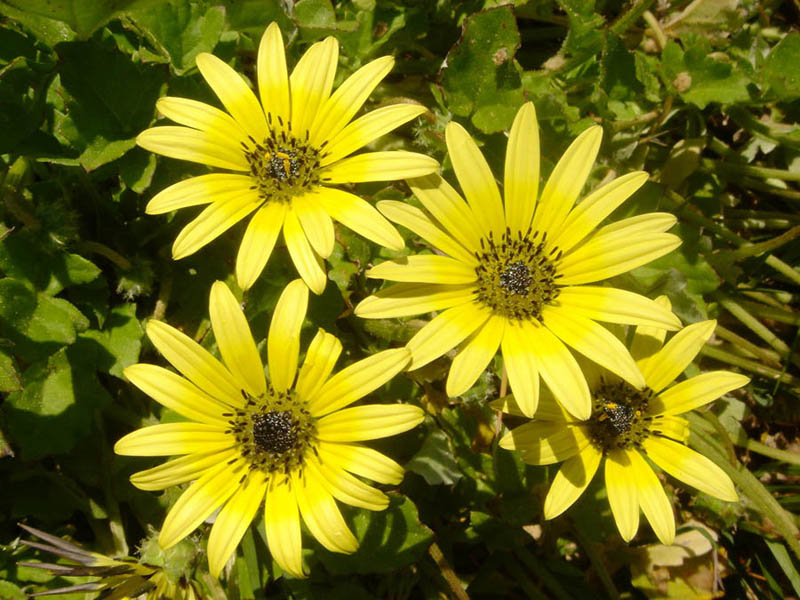
Arctotheca calendula (sottotribù Arctotidinae)
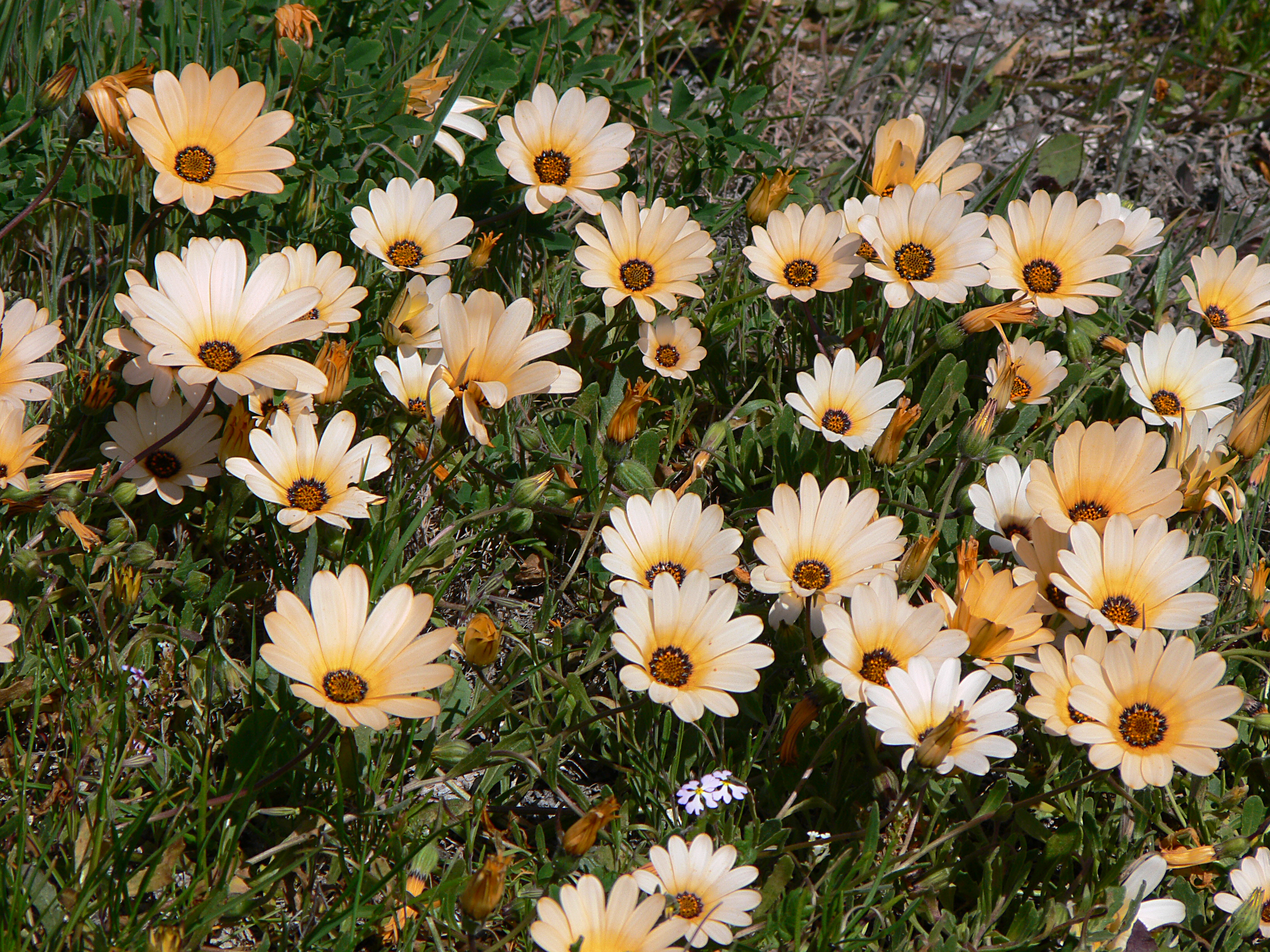
Arctotis stoechadifolia (sottotribù Arctotidinae)
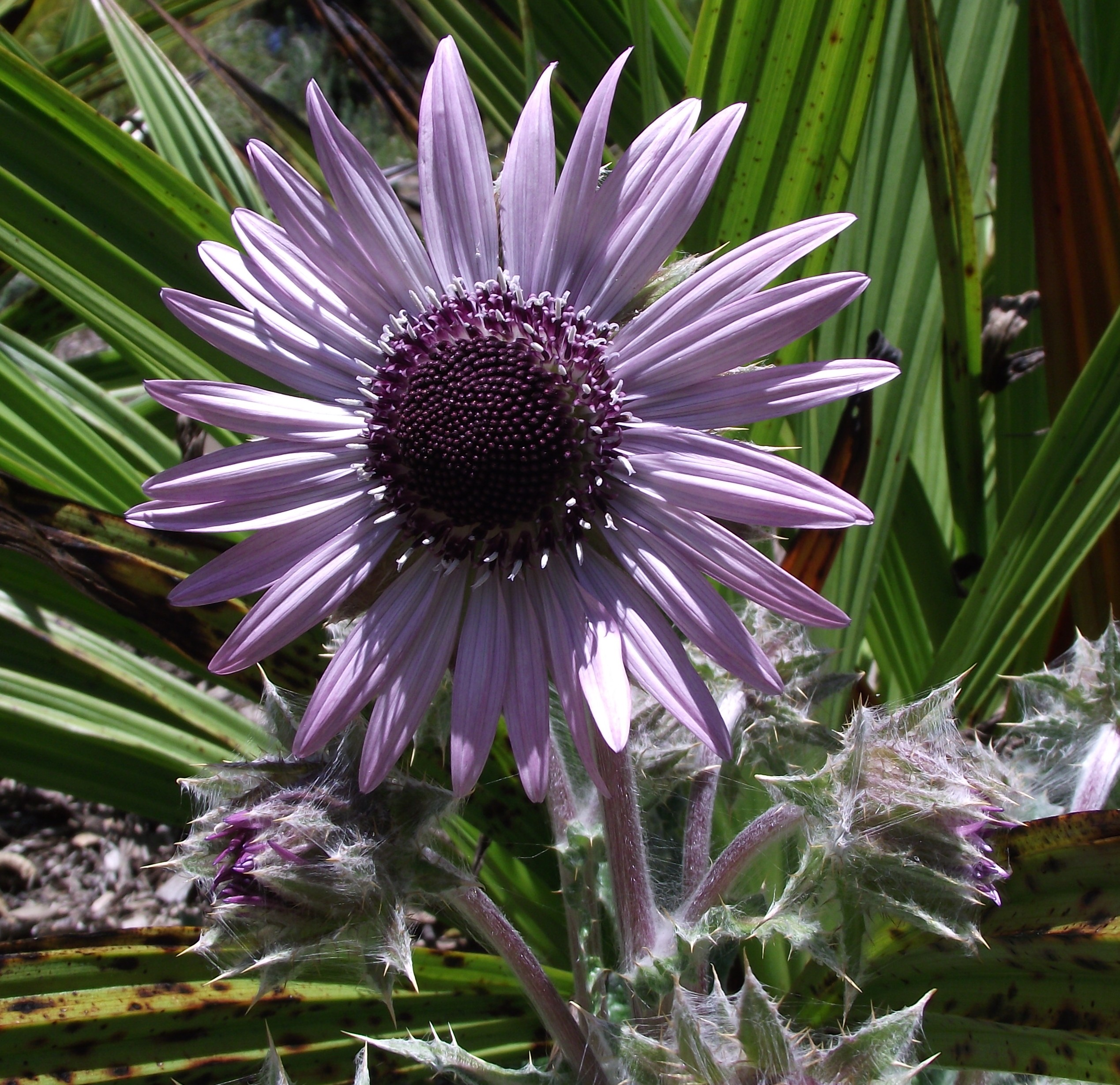
Berkheya purpurea (sottotribù Gorteriinae)
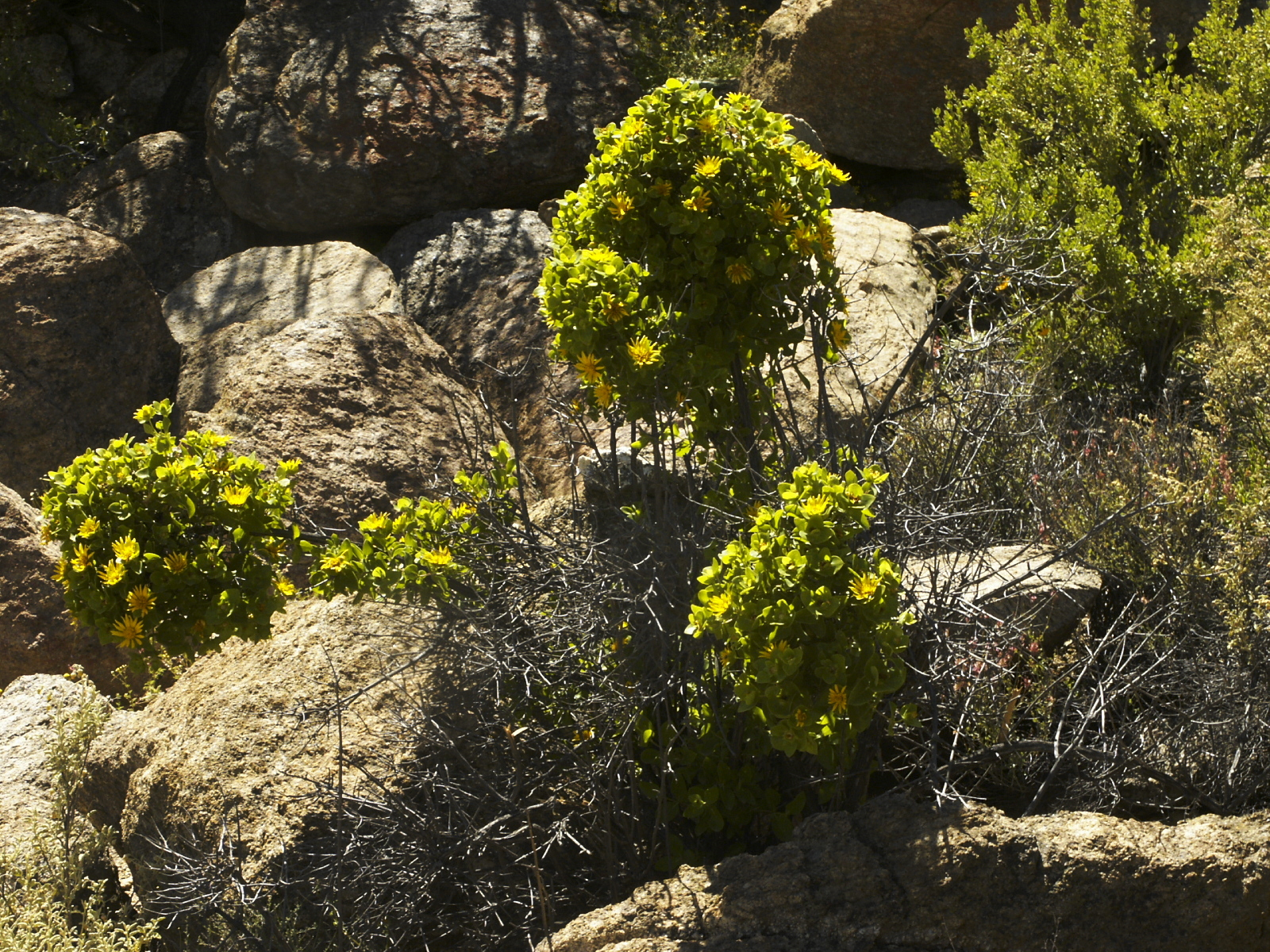
Didelta spinosa (sottotribù Gorteriinae)
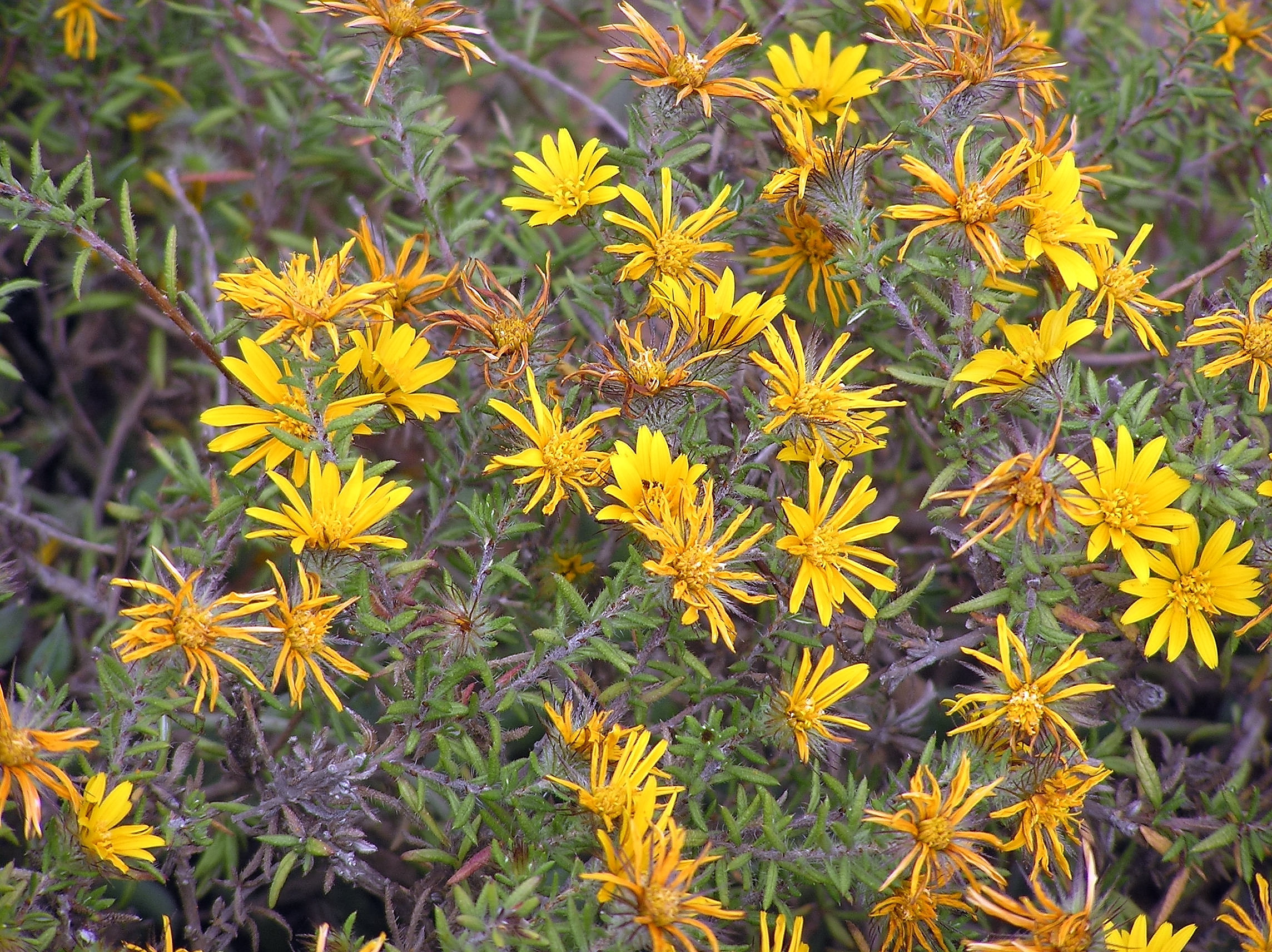
Hirpicium alienatum (sottotribù Gorteriinae)
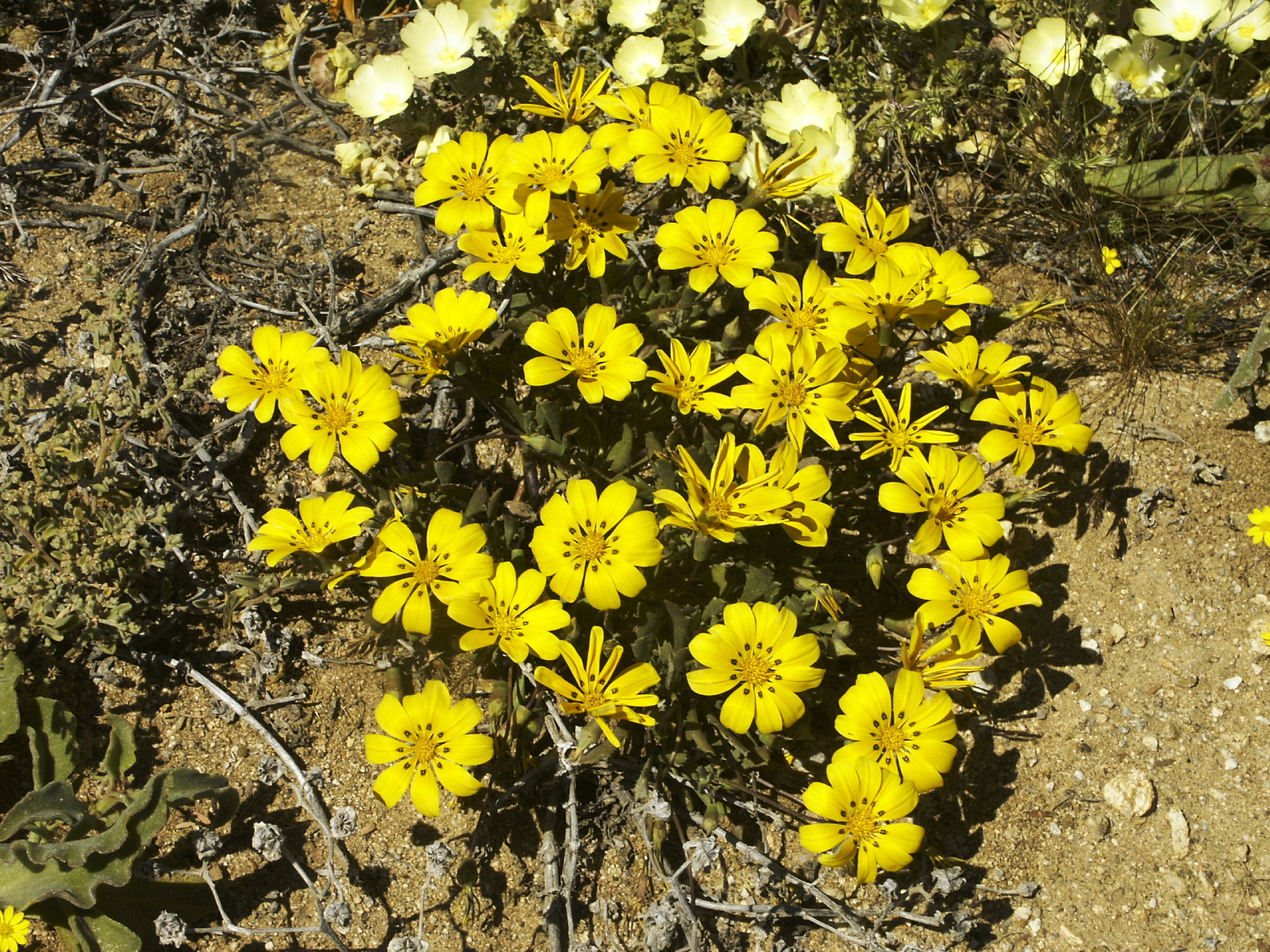
Gazania lichtensteinii (sottotribù Gorteriinae)
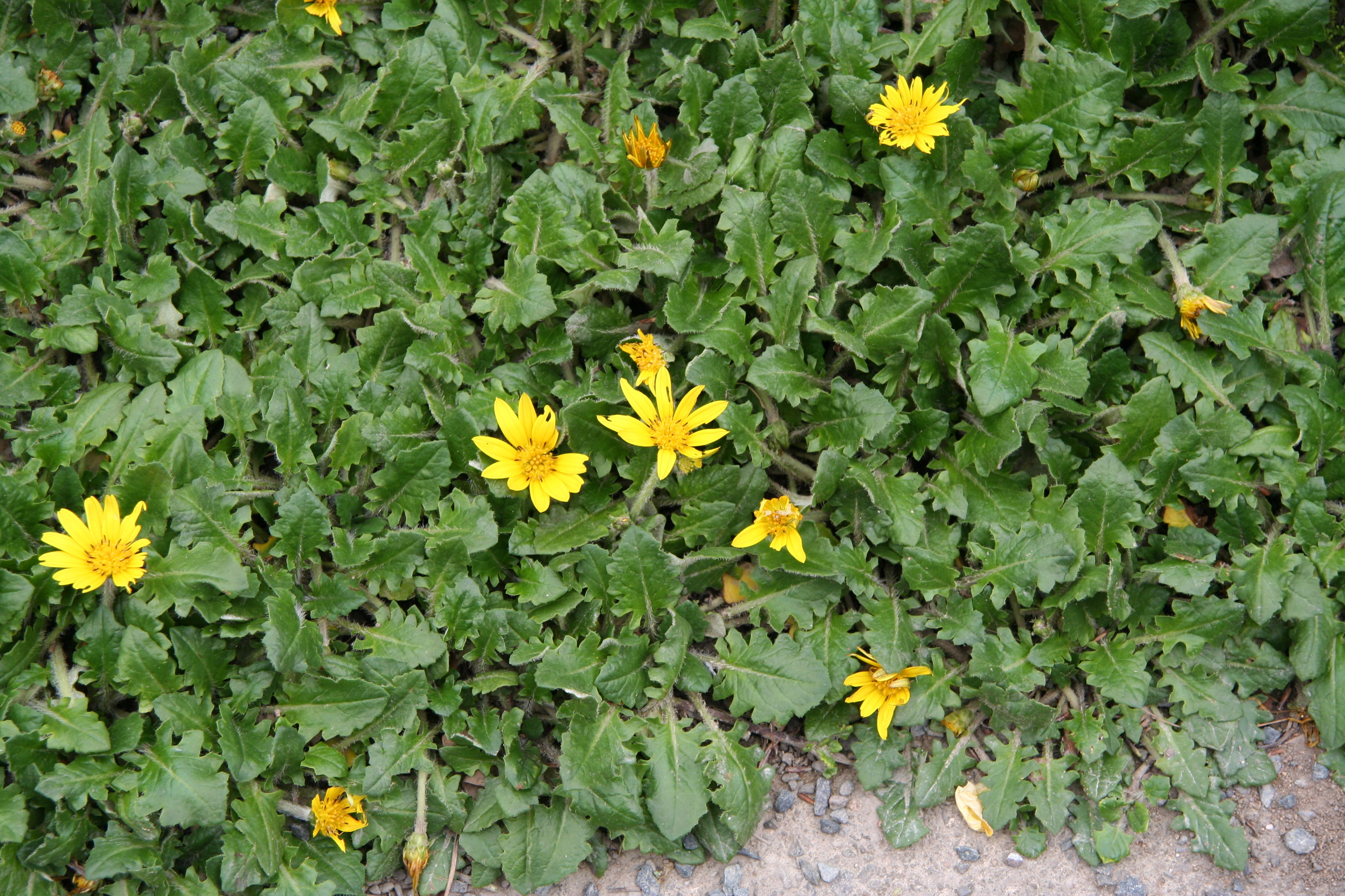
Haplocarpha cheilanthifolia (sottotribù Arctotidinae)